# Фетисовка
Фети́совка — деревня в Семилукском районе Воронежской области России. Входит в состав Землянского сельского поселения.

## География
Деревня находится в северо-западной части Воронежской области, в лесостепной зоне, на расстоянии примерно 38 км (по прямой) к северо-западу от города Семилуки, административного центра района. Абсолютная высота — 212 м над уровнем моря.

### Часовой пояс
Деревня Фетисовка, как и вся Воронежская область, находится в часовой зоне МСК (московское время). Смещение применяемого времени относительно UTC составляет +3:00.

## Население
| 2010 |
| ---- |
| 0    |

## Улицы
Уличная сеть деревни состоит из одной улицы (ул. Березняки).